# Tegra
(Jen-Hsun Huang, presidente e CEO di NVIDIA)

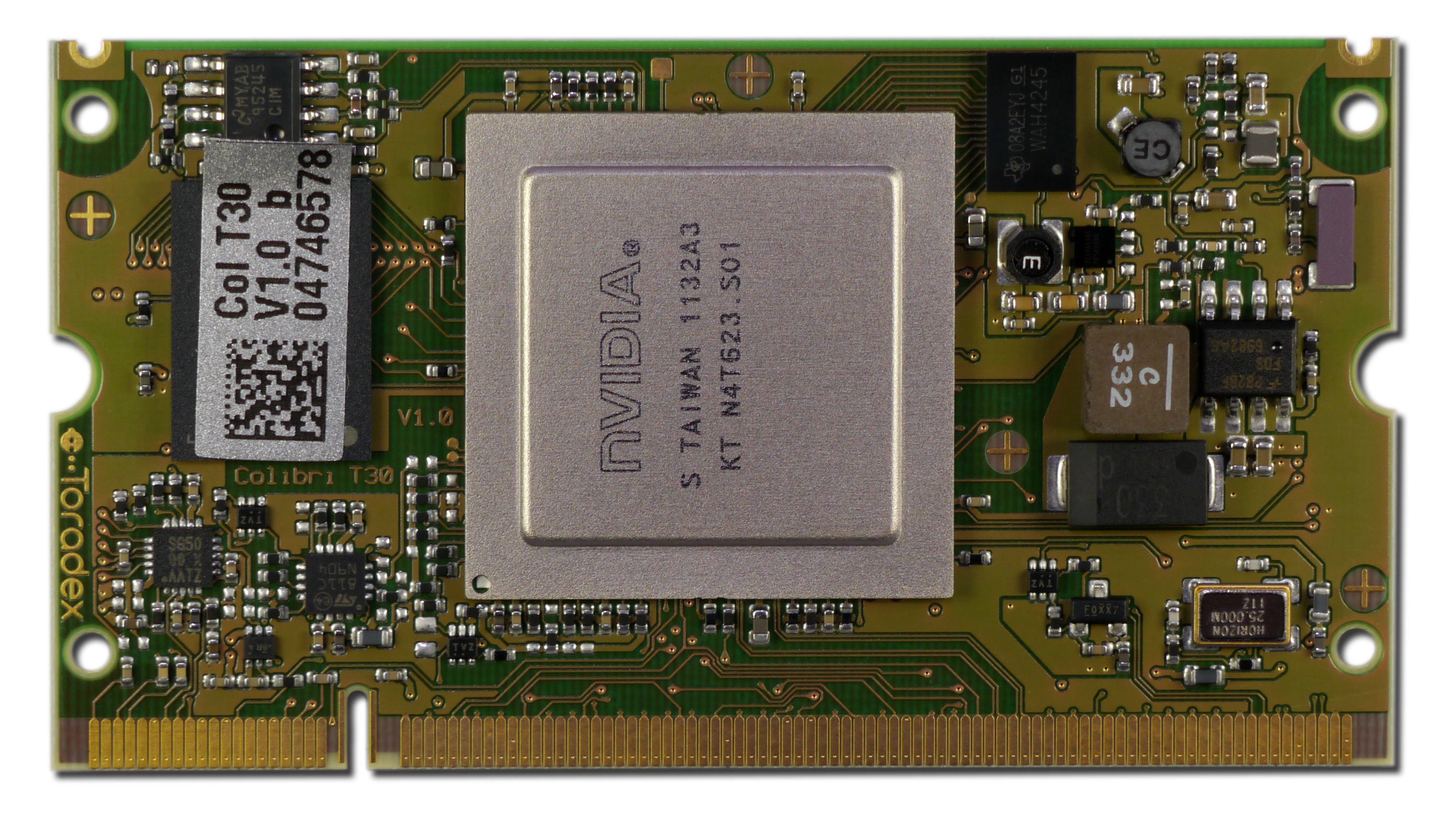
Colibri Tegra T3 computer module di Toradex, Svizzera

Tegra è una famiglia di system-on-a-chip (SoC) sviluppata da NVIDIA per dispositivi mobili come gli smartphone e i tablet. Tegra integra una CPU (central processing unit) con architettura ARM, una unità di elaborazione grafica (graphics processing unit o GPU), northbridge,  southbridge e controllore di memoria in un singolo package. Annunciata per la prima volta a metà 2008, tali processori hanno alte prestazioni di riproduzione audio e video (es: supporto per l'alta definizione) e permettono un'esperienza internet completa, con un basso consumo di corrente.

## Motivi del nuovo nome commerciale
È necessario premettere che il primo processore sviluppato da NVIDIA per questa categoria di dispositivi era l'"APX 2500", arrivato il 12 febbraio 2008, e il cui scopo principale era quello di offrire un buon prodotto per i dispositivi mobile in grado di collegarsi ad Internet, quindi era indirizzato soprattutto agli smartphone. Successivamente però, l'azienda si è resa conto che ormai l'accesso alla rete non è più esclusività di smartphone e PC, ma è una caratteristica anche di altri tipologie di dispositivi come ad esempio i MID, e ha deciso di registrare il nuovo nome commerciale "Tegra", presentando inoltre il primo prodotto ufficialmente appartenente alla nuova famiglia di processori, ovvero il successore dell'APX 2500, chiamato "Tegra 650" (o "CSX 650") che, sebbene annunciato per la prima volta il 3 giugno, sarà effettivamente disponibile al pubblico solo in un secondo tempo.
Tegra 650 rappresenta quindi il primo prodotto NVIDIA indirizzato ai MID e ai dispositivi portatili, sviluppato per portare Windows Mobile su questa tipologia di dispositivi; esso è dotato di caratteristiche simili a quelle dell'APX 2500, con l'aggiunta di un comparto grafico migliorato, un core basato su architettura ARM, supporto per l'alta definizione e un sistema avanzato di gestione dei consumi.

## Caratteristiche generali
I processori Tegra sono dei System-on-a-chip (SoC) dalle dimensioni molto contenute (il primo esponente è più piccolo di una moneta da 10 centesimi), ovvero contengono all'interno di un unico package sia la CPU sia la circuiteria tipica dei chipset e i controller di I/O e della RAM.
L'architettura Tegra è di tipo "eterogeneo"; essa infatti è formata da più processori, ognuno ottimizzato per uno specifico ambito di impiego, e tra questi si possono citare:
- CPU basata sulla nota architettura ARM
- Processore video HD
- Processore di immagine
- Processore audio
- GPU derivata dalla famiglia GeForce e caratterizzata da un bassissimo livello di consumo

## Caratteristiche tecniche specifiche di ciascun modello

### Tegra APX
Tegra APX 2500
il primo System-on-chip sviluppato da NVIDIA unendo un core di elaborazione basato sull'architettura ARM11 (sebbene non ne sia stato dichiarato il clock di funzionamento) e un controller per la memoria RAM di tipo DDR a 16 bit e 32 bit e memoria NAND Flash. Oltre a queste unità, la CPU integra al suo interno anche un processore destinato alla gestione dei flussi audio/video e in grado di gestire sia la codifica che la decodifica del formato H.264 fino alla risoluzione 720p e la sola decodifica dei formati VC-1 e WMV9; per quanto riguarda il supporto ai formati audio, viene supportata l'accelerazione hardware dei formati WMA, AAC, AMR e MP3. Il comparto grafico è derivato dalla linea GeForce ed è in grado di gestire le librerie OpenGL ES 2.0 e D3D Mobile. Tali caratteristiche, secondo NVIDIA, dovrebbero garantire un'autonomia di esercizio di circa 100 ore, qualora tale CPU venga utilizzata per la semplice riproduzione di un flusso audio in formato MP3, e 10 ore se utilizzata per la riproduzione di un flusso video ad alta definizione. Tali valori, decisamente elevati, sarebbero raggiunti anche grazie all'adozione di una specifica tecnologia di risparmio energetico, chiamata nPower.
- Processore: ARM11 600 MHz MPCore (in origine GeForce ULV)
  - suffisso: APX (precedentemente CSX)
- Memoria: flash NOR o NAND, Mobile DDR
- Grafica: Processore di immagini (FWVGA 854×480 pixel)
  - Supporta videocamere fino a 12
  - Controller dell'LCD supporta una risoluzione massima di 1280×1024
- Storage: IDE per SSD
- Video codec: fino a 720p MPEG-4 AVC/h.264 e decodifica VC-1
- Include il supporto GeForce ULV per OpenGL ES 2.0, Direct3D Mobile, e shader programmabili
- Output: HDMI, VGA, video composito, S-Video, connettori jack stereo, USB
- USB On-The-Go

Tegra APX 2600
- Flash NAND evoluta
- Video codec:[1]
  - 720p H.264 Codifica o decodifica di tipo base
  - 720p VC-1/WMV9 Decodifica di tipo avanzato
  - D-1 MPEG-4 Simple Profile codifica o decodifica

| Modello  | Processo produttivo | CPU               | CPU               | CPU                              | GPU         | GPU  | GPU       | GPU  | RAM                  | RAM       | RAM       | RAM         | RAM              | Disponibilità |
| Modello  | Processo produttivo | Set di istruzioni | Core              | Cache CPU                        | Nome        | Core | Frequenza | FP32 | Tipologia            | Frequenza | Bus Width | Band- Width | Quantità Massima | Disponibilità |
| -------- | ------------------- | ----------------- | ----------------- | -------------------------------- | ----------- | ---- | --------- | ---- | -------------------- | --------- | --------- | ----------- | ---------------- | ------------- |
| APX 2500 | 40nm                | ARMv6             | 1x ARM11: 600 MHz | L1: 32 KB + 32 KB dati, L2: 1 MB | GeForce ULP | ?    | ?         | ?    | Single-channel LPDDR | ?         | 32-bit    | ?           | 256MB?           | 2009          |
| APX 2600 | 40nm                | ARMv6             | 1x ARM11: 600 MHz | L1: 32 KB + 32 KB dati, L2: 1 MB | GeForce ULP | ?    | ?         | ?    | Single-channel LPDDR | ?         | 32-bit    | ?           | 256MB?           | 2009          |

### Tegra 6xx
Tegra 600
si tratta in un certo senso di un "fratello minore" del modello Tegra 650, in quanto vanta le medesime caratteristiche tecniche pur avendo un core di elaborazione leggermente più lento, funzionante a 700 MHz. Altra limitazione che lo rende per certi versi simile all'APX 2500, è il supporto hardware per i flussi video, limitato al formato 720p. Date le somiglianze con il progetto APX 2500, non deve stupire che NVIDIA dichiari per questo modello un'autonomia di esercizio simile a quella del suddetto modello.
- Mirato al segmento GPS e per installazioni nei veicoli
- Processore: ARM11 700 MHz MPCore
- Memoria: DDR a basso consumo (DDR-333, 166 MHz)
- SXGA, HDMI, USB, connettore jack stereo
- videocamea HD 720p

Tegra 650
al pari dell'APX 2500, anche il modello Tegra 650 integra al suo interno un core ARM11, ma in questo caso è stato anche specificato il clock di esercizio, pari a 800 MHz; il controller della memoria RAM invece è lo stesso del modello precedente, in grado quindi di supportare la memoria di tipo DDR. Ad aver subito un deciso miglioramento è stato invece il processore audio/video che, seppure simile al precedente, è in grado di estendere il supporto alla decodifica dei flussi video H.264 fino al formato Full-HD 1080p. Infine il comparto grafico rimane anch'esso simile a quello integrato nel modello APX 2500. Dal punto di vista dei consumi sono stati operate delle ottimizzazione dato che NVIDIA dichiara per questo modello fino a 130 ore di autonomia in riproduzione audio e fino a 30 ore di riproduzione video in alta definizione.
- Mirato al segmento GTX o mobile e notebook
- Processore: ARM11 800 MHz MPCore
- DDR a basso consumo (DDR-400, 200 MHz)
- Meno di 1 Watt envelope
- Elaborazione avanzata di immagini HD per foto e funzioni di registrazione video HD
- Supporto per riproduzione video 1080p a 24 immagini/s, HDMI v1.3, WSXGA+ LCD e CRT, e uscite NTSC/PAL TV
- Supporto diretto per Wi-Fi, controller di dischi, tastiera, mouse, e altre periferiche
- Un completo Board Support Package (BSP) per realizzare un veloce passaggio tra realizzazione ed immissione sul mercato per progetti basati su Windows Mobile

| Modello | Processo produttivo | CPU               | CPU               | CPU                              | GPU         | GPU  | GPU       | GPU  | RAM                  | RAM       | RAM       | RAM         | RAM              | Disponibilità |
| Modello | Processo produttivo | Set di istruzioni | Core              | Cache CPU                        | Nome        | Core | Frequenza | FP32 | Tipologia            | Frequenza | Bus Width | Band- Width | Quantità Massima | Disponibilità |
| ------- | ------------------- | ----------------- | ----------------- | -------------------------------- | ----------- | ---- | --------- | ---- | -------------------- | --------- | --------- | ----------- | ---------------- | ------------- |
| 600     | 40nm                | ARMv6             | 1x ARM11: 700 MHz | L1: 32 KB + 32 KB dati, L2: 1 MB | GeForce ULP | ?    | ?         | ?    | Single-channel LPDDR | 166 MHz   | 32-bit    | 1.33GB/s    | 256MB?           | 2009          |
| 650     | 40nm                | ARMv6             | 1x ARM11: 800 MHz | L1: 32 KB + 32 KB dati, L2: 1 MB | GeForce ULP | ?    | ?         | ?    | Single-channel LPDDR | 200 MHz   | 32-bit    | 1.6GB/s     | 256MB?           | 2009          |

### Tegra 2

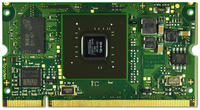
Colibri Tegra T2 computer module di Toradex, Svizzera

La seconda generazione dei SoC Tegra ha una CPU ARM Cortex-A9 dual-core (mancante però delle estensioni avanzate ARM di tipo SIMD del NEON), una GPU a consumo ultra basso (ultra low power ULP) GeForce con 4 pixel shader + 4 vertex shader, un controllore di memoria a 32-bit singolo-canale con memoria o LPDDR2-600 o DDR2-667, una cache L1 a 32KB/32KB per core ed una cache condivisa L2 da 1MB. Esiste anche una versione del SoC supportante la visualizzazione 3D; questo SoC usa una GPU e CPU a frequenza più alta.
| Modello | Processo produttivo | CPU               | CPU            | CPU                              | GPU         | GPU             | GPU       | GPU        | RAM                        | RAM         | RAM       | RAM           | RAM              | Disponibilità |
| Modello | Processo produttivo | Set di istruzioni | Core           | Cache CPU                        | Nome        | Core            | Frequenza | FP32       | Tipologia                  | Frequenza   | Bus Width | Band- Width   | Quantità Massima | Disponibilità |
| ------- | ------------------- | ----------------- | -------------- | -------------------------------- | ----------- | --------------- | --------- | ---------- | -------------------------- | ----------- | --------- | ------------- | ---------------- | ------------- |
| AP20H   | 40nm TSMC           | ARMv7             | 2x A9: 1 GHz   | L1: 64 KB + 64 KB dati, L2: 1 MB | GeForce ULP | VLIW Vec4 8:4:4 | 300 MHz   | 4.8 GFlops | Single-channel LPDDR2/DDR2 | 300/333 MHz | 32-bit    | 2.4/2.66 GB/s | 1GB              | Q1 2010       |
| T20     | 40nm TSMC           | ARMv7             | 2x A9: 1 GHz   | L1: 64 KB + 64 KB dati, L2: 1 MB | GeForce ULP | VLIW Vec4 8:4:4 | 333 MHz   | 5.3 GFlops | Single-channel LPDDR2/DDR2 | 300/333 MHz | 32-bit    | 2.4/2.66 GB/s | 1GB              | Q1 2010       |
| AP25    | 40nm TSMC           | ARMv7             | 2x A9: 1.2 GHz | L1: 64 KB + 64 KB dati, L2: 1 MB | GeForce ULP | VLIW Vec4 8:4:4 | 400 MHz   | 6.4 GFlops | Single-channel LPDDR2/DDR2 | 300/333 MHz | 32-bit    | 2.4/2.66 GB/s | 1GB              | Q1 2011       |
| T25     | 40nm TSMC           | ARMv7             | 2x A9: 1.2 GHz | L1: 64 KB + 64 KB dati, L2: 1 MB | GeForce ULP | VLIW Vec4 8:4:4 | 400 MHz   | 6.4 GFlops | Single-channel LPDDR2/DDR2 | 300/333 MHz | 32-bit    | 2.4/2.66 GB/s | 1GB              | Q1 2011       |

Dispositivi che usano Tegra 2:
AP20H: Motorola Atrix 4G, Motorola Droid X2, Motorola Photon, Samsung Galaxy R, Samsung Captivate Glide, ZTE Mimosa X, Micromax Superfone A85, T-Mobile G2X P999, Acer Iconia Tab A100, A200 and A500, LG Optimus Pad, Motorola Xoom,, Sony Tablet S, Dell Streak 7, ASUS Eee Pad Transformer, Dell Streak Pro,, Asus Slider, Toshiba Thrive tablet, T-Mobile G-Slate.
T20: LG Optimus X2 / LG Optimus Dual P990 / Optimus 2x SU660 (?), Avionic Design Tamonten Processor Board, Exper EasyPad, Notion Ink Adam tablet, Olivetti OliPad 100, Point of View Mobii 10.1, ViewSonic G Tablet, ViewSonic ViewPad 10s, Samsung Galaxy Tab 10.1 , Toshiba AC100, Toshiba Folio 100, Advent Vega, http://www.hannspree.com/EU/EN/Product/TabletPC/HANNSpad/SN10T1/Detail.aspx?sort=2&page=1&pattrs=&attrs=&viewAll=0, Aigo n700, CompuLab Trim-Slice nettop, E-Noa Interpad, Malata Tablet Zpad, MSI 10-pollice (250 mm) tablet, Toradex Colibri Tegra 2, Lenovo IdeaPad Tablet K1, Lenovo ThinkPad Tablet, Velocity Micro Cruz Tablet L510, Zyrex Onepad SP1110 Archiviato il 1º agosto 2012 in Internet Archive., Zyrex Onepad SP1113G Archiviato il 28 luglio 2012 in Internet Archive..
AP25: Fusion Garage Grid 10

### Tegra 3

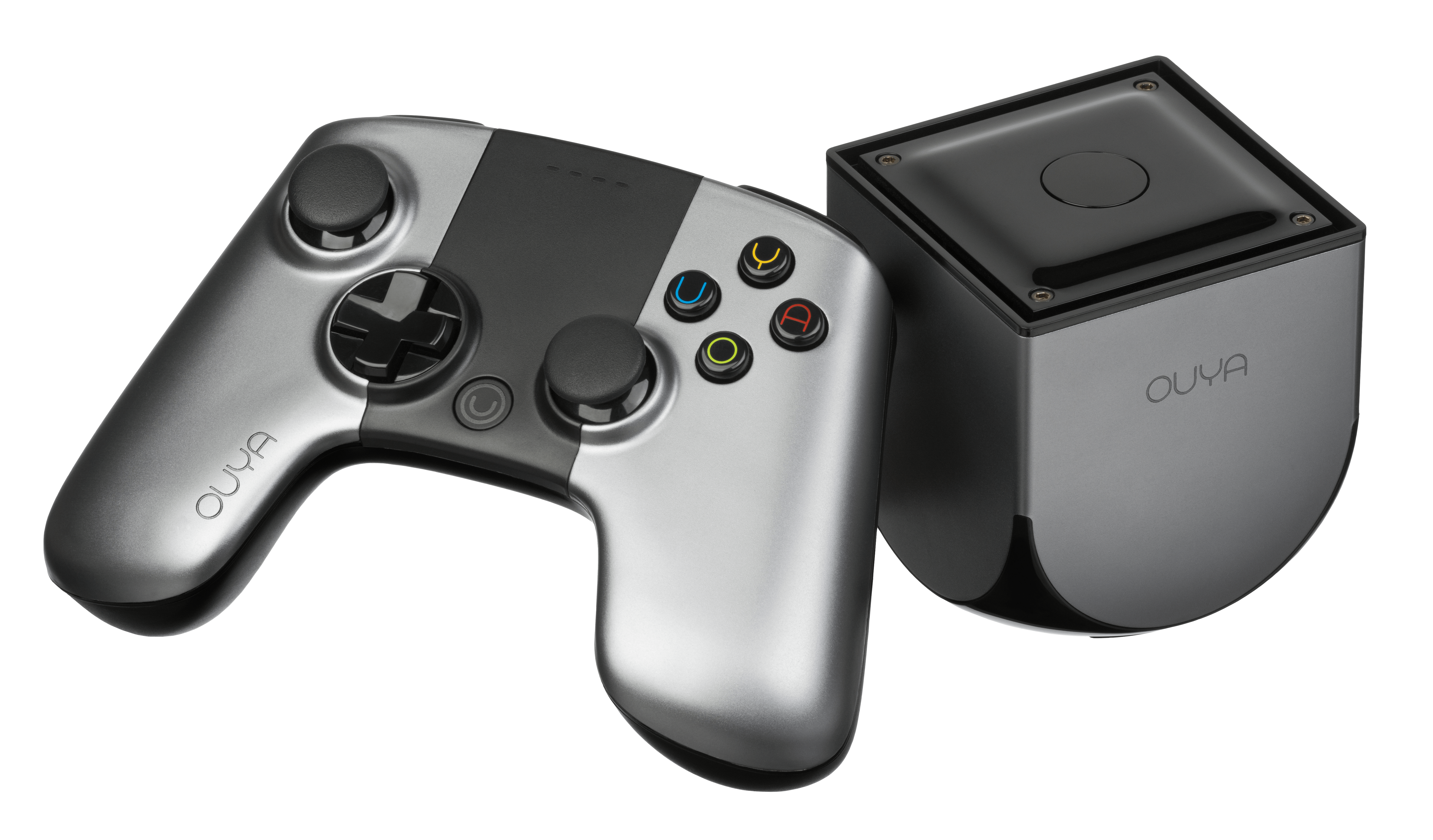
La Ouya usa un Tegra 3 T33-P-A3

Il Tegra 3 (nome in codice "Kal-El") è funzionalmente un SoC con una CPU quad-core, ma che include un quinto core "ausiliario". Mentre i primi quattro core sono Cortex-A9, il core ausiliario è prodotto con un processo in silicio a basso consumo che usa meno energia ad una frequenza di clock più bassa e non scala bene alle alte frequenze di clock; per questo motivo è limitato a 500 MHz. Vi è anche una apposita logica che permette di trasferire lo stato di esecuzione in modo veloce e trasparente tra il core ausiliario ed uno di quelli normali. L'obiettivo è avere la possibilità per un telefono mobile o un tablet, di spegnere tutti i 4 core normali e far funzionare solo il core ausiliario, usando in tal caso poca energia; questo durante la modalità di standby o altrimenti quando la CPU è sottoutilizzata. Secondo Nvidia, questo include la riproduzione della musica o perfino i contenuti video. In paragone con Tegra 2, l'ARM Cortex-A9 dentro Tegra 3 ora supporta le estensioni-NEON SIMD di ARM. La GPU in Tegra 3 è un'evoluzione della GPU di Tegra 2, con il doppio di unità pixel shader (8 al posto di 4) ed una frequenza di clock più alta. La CPU può anche riprodurre video ad una risoluzione massima di 2560×1600 e supporta 1080p MPEG-4 AVC/h.264 40 Mbit/s High-Profile, VC1-AP, e decodifica video DivX 5/6. Tegra 3 è stato pubblicato il 9 novembre 2011.
| Modello | Processo produttivo | CPU               | CPU                                 | CPU                                           | GPU         | GPU              | GPU       | GPU         | RAM                       | RAM       | RAM       | RAM         | RAM              | Disponibilità |
| Modello | Processo produttivo | Set di istruzioni | Core                                | Cache CPU                                     | Nome        | Core             | Frequenza | FP32        | Tipologia                 | Frequenza | Bus Width | Band- Width | Quantità Massima | Disponibilità |
| ------- | ------------------- | ----------------- | ----------------------------------- | --------------------------------------------- | ----------- | ---------------- | --------- | ----------- | ------------------------- | --------- | --------- | ----------- | ---------------- | ------------- |
| T30L    | 40 nm LPG TSMC      | ARMv7             | 4x A9: 1.3 GHz 1x Companion:500 MHz | L1: 128 KB istruzioni + 128 KB dati, L2: 1 MB | GeForce ULP | VLIW Vec4 12:8:8 | 416 MHz   | 10 GFlops   | Single-channel DDR3L      | 667 MHz   | 32-bit    | 5.33GB/s    | 2GB              | Q1 2012       |
| T30     | 40 nm LPG TSMC      | ARMv7             | 4x A9: 1.5 GHz 1x Companion:500 MHz | L1: 128 KB istruzioni + 128 KB dati, L2: 1 MB | GeForce ULP | VLIW Vec4 12:8:8 | 520 MHz   | 12.5 GFlops | Single-channel LPDDR2     | 553 MHz   | 32-bit    | 6GB/s       | 2GB              | Q4 2011       |
| T33     | 40 nm LPG TSMC      | ARMv7             | 4x A9: 1.7 GHz 1x Companion:500 MHz | L1: 128 KB istruzioni + 128 KB dati, L2: 1 MB | GeForce ULP | VLIW Vec4 12:8:8 | 520 MHz   | 12.5 GFlops | Single-channel DDR3/DDR3L | 800 MHz   | 32-bit    | 6.4GB/s     | 2GB              | Q2 2012       |

Dispositivi che utilizzano Tegra 3:
T30L: ASUS Transformer Pad 300, Microsoft Surface, Nexus 7, Acer Iconia Tab A210, WEXLER.TAB 7t, Lenovo IdeaTab A2109, Toshiba AT300 (Excite 10)
T30: Asus Eee Pad Transformer Prime, IdeaTab K2 / LePad K2, Acer Iconia Tab A510, Acer Iconia Tab A700, LG Optimus 4X HD, HTC One X, ZTE Era, ZTE PF 100, ZTE T98, Toshiba AT270, Toshiba AT300 (Excite 10), Asus Vivo Tab RT, Fuhu Inc. nabi 2 Tablet, Tesla Model S, Kungfu K3, Goophone I5, Olivetti Olipad 3, Lenovo IdeaPad Yoga 11, Microsoft Surface,
T33: ASUS Transformer Pad Infinity 700 (TF700T), Fujitsu Arrows X F-10D, Ouya, HTC One X+

### Tegra 4
Tegra 4 (nome in codice "Wayne"), annunciato il 6 gennaio 2013, è un SoC con una CPU quad-core, ma include anche un quinto core di supporto a basso consumo di tipo Cortex A15 che risulta invisibile al sistema operativo, predisposto per occuparsi dei processi che vengono eseguiti in background per risparmiare energia. La migliorata GPU a 72 core prevede il supporto per DirectX 11+, OpenGL 4.X e PhysX. Viene detto che il SoC è circa 20 volte più veloce che il Tegra 2 e 6 volte il Tegra 3. Al posto di un modem hardware tradizionale, il Tegra 4 include l'Nvidia i500, che è un modem realizzato in software, creato grazie all'acquisizione di Icera da parte di Nvidia, che può essere riprogrammato per supportare nuovi standard di rete. Supporta già ora LTE di Categoria 3 (100 Mbit/s) ma sarà aggiornato per supportare la Categoria 4 (150 Mbit/s).
Specifiche comuni:
- quad core ARM Cortex-A15 CPU con set di istruzioni ARMv7
- 28 nm tecnologia semiconduttori HPL
- Cache CPU: L1: 32 KB istruzioni + 32 KB dati, L2: 2 MB

| Modello       | Processo produttivo | CPU               | CPU                                | CPU                                           | GPU         | GPU              | GPU       | GPU         | RAM                       | RAM       | RAM       | RAM         | RAM              | Disponibilità |
| Modello       | Processo produttivo | Set di istruzioni | Core                               | Cache CPU                                     | Nome        | Core             | Frequenza | FP32        | Tipologia                 | Frequenza | Bus Width | Band- Width | Quantità Massima | Disponibilità |
| ------------- | ------------------- | ----------------- | ---------------------------------- | --------------------------------------------- | ----------- | ---------------- | --------- | ----------- | ------------------------- | --------- | --------- | ----------- | ---------------- | ------------- |
| T114 (32-bit) | 28 nm HPL           | ARMv7             | 4x A15: 1.9 GHz 1x Companion:? GHz | L1: 128 KB istruzioni + 128 KB dati, L2: 2 MB | GeForce ULP | VLIW Vec4 72:4:4 | 672 MHz   | 96,8 GFlops | Dual-channel LPDDR3/DDR3L | 933 MHz   | 32-bit    | 14.928GB/s  | 8GB              | Q2 2013       |

Dispositivi che usano Tegra 4: Nvidia Shield, HP SlateBook x2, ZTE N988S, Project Mojo, Asus Transformer Pad Infinity (2013 model), Toshiba AT10-A, Vizio 10" tablet, Wexler.Terra 7, Wexler.Terra 10, Acer TA272HUL AIO, HP Slate 21 AIO, Microsoft Surface 2.

#### Tegra 4i
Il Tegra 4i (nome in codice "Grey") è stato annunciato il 19 febbraio 2013. Usando i Cortex-A9 core al posto del Cortex-A15, il Tegra 4i è una versione ridotta del Tegra 4 e ci si aspetta venga usato in tablet e smartphone economici. Diversamente dal Tegra 4, il Tegra 4i include anche l'Icera i500 LTE/HSPA+ baseband processor sullo stesso die. Il Tegra 4i ha solo 60 core nella sua GPU al posto dei 72 GPU core presenti nel Tegra 4.
Specifiche comuni:
- quad-core ARM Cortex-A9 R4 CPU con set di istruzioni ARMv7
- 28 nm tecnologia semiconduttori HPM
- Cache CPU: L1: 32 KB istruzioni + 32 KB dati, L2: 1 MB

| Modello       | Processo produttivo | CPU               | CPU                                  | CPU                                           | GPU         | GPU              | GPU       | GPU         | RAM                         | RAM       | RAM       | RAM         | RAM              | Disponibilità |
| Modello       | Processo produttivo | Set di istruzioni | Core                                 | Cache CPU                                     | Nome        | Core             | Frequenza | FP32        | Tipologia                   | Frequenza | Bus Width | Band- Width | Quantità Massima | Disponibilità |
| ------------- | ------------------- | ----------------- | ------------------------------------ | --------------------------------------------- | ----------- | ---------------- | --------- | ----------- | --------------------------- | --------- | --------- | ----------- | ---------------- | ------------- |
| T148 (32-bit) | 28 nm HPL           | ARMv7             | 4x A9 R4: 2.0 GHz 1x Companion:? GHz | L1: 128 KB istruzioni + 128 KB dati, L2: 1 MB | GeForce ULP | VLIW Vec4 60:2:2 | 660 MHz   | 79,2 GFlops | Single-channel LPDDR3/DDR3L | 933 MHz   | 32-bit    | 7.464GB/s   | 4GB              | Q3 2013       |

Dispostivi che utilizzano Tegra 4i: Blackphone 1(BP1), Wiko Wax, Wiko Highway 4g, Nvidia Phoenix.

### Tegra K1
Il Tegra K1 (nome in codice “Logan“) è un SoC sviluppato in due varianti: una versione composta da un quad-core ARM Cortex-A15 MPCore R3 e una con processore dual-core Nvidia Project Denver 64-bit; entrambe le versioni possiedono GPU con architettura Kepler con supporto al general-purpose processing on GPU, alle Direct3D 12, al Polymorph Engine v2.0 (per migliorare la tessellation), a OpenGL ES 3.1, CUDA 6.5, OpenCL 1.2 e OpenGL 4.4/OpenGL 4.5. Nvidia ha detto che è più potente di Xbox 360 e PS3, consumando significativamente meno. Motley Fool ha predetto una potenza simile a quella di una GT 630.
Nvidia ha mostrato una scheda di sviluppo nel marzo 2013, costituita da Tegra 3 accoppiato con una scheda video della famiglia Kepler usando il bus PCI Express. La chiamarono "Kayla", ed era un progetto per poter fare girare CUDA su processori ARM.
A fine aprile 2014, Nvidia mise in vendita la scheda sviluppo "Jetson TK1" contenente un SoC Tegra K1 con sistema operativo Ubuntu Linux.
Specifiche:
- Processore:
  - Variante quad-core ARM Cortex-A15 MPCore R3 con companion core.
  - Variante dual-core Nvidia Project Denver 64-bit.[35]
- GPU 192 core con microarchitettura Kepler e supporto a CUDA.
- Processo 28 nm HPM.
- Circa 50 volte più potente di Tegra 2.
- Release Q2 2014.

| Modello       | Processo produttivo | CPU               | CPU                                   | CPU                                           | GPU   | GPU            | GPU           | GPU          | RAM                         | RAM       | RAM       | RAM         | RAM              | Disponibilità |
| Modello       | Processo produttivo | Set di istruzioni | Core                                  | Cache CPU                                     | Nome  | Core           | Frequenza     | FP32         | Tipologia                   | Frequenza | Bus Width | Band- Width | Quantità Massima | Disponibilità |
| ------------- | ------------------- | ----------------- | ------------------------------------- | --------------------------------------------- | ----- | -------------- | ------------- | ------------ | --------------------------- | --------- | --------- | ----------- | ---------------- | ------------- |
| T124 (32-bit) | 28 nm HPM           | ARMv7             | 4x A15 R3: 2.3 GHz 1x Companion:1 GHz | L1: 128 KB istruzioni + 128 KB dati, L2: 2 MB | GK20A | Kepler 192:8:4 | 756 - 951 MHz | 365,2 GFlops | Single-channel LPDDR3/DDR3L | 933 MHz   | 64-bit    | 14.928GB/s  | 8GB              | Q2 2014       |
| T132 (64-bit) | 28 nm HPM           | ARMv8-A           | 2x Denver: 2.5 GHz                    | L1: 128 KB istruzioni + 64 KB dati, L2: 2 MB  | GK20A | Kepler 192:8:4 | 756 - 951 MHz | 365,2 GFlops | Single-channel LPDDR3/DDR3L | 933 MHz   | 64-bit    | 14.928GB/s  | 8GB              | Q2 2014       |

Dispositivi che utilizzano Tegra K1:
T124: Jetson TK1 development board, Nvidia Shield Tablet Acer Chromebook 13, Lenovo ThinkVision 28, Google Project Tango tablet, Xiaomi MiPad
T132: HTC Nexus 9

### Tegra X1
Il Tegra X1 (nome in codice "Erista") è il SoC presentato da Nvidia il 5 gennaio 2015 durante il CES di Las Vegas. Si tratta della prima piattaforma dell'azienda ad utilizzare una configurazione big.LITTLE octa-core di ARM (4 core cortex-A53 per il risparmio energetico + 4 core cortex-A57 per le prestazioni). Come ogni anno la GPU viene ulteriormente migliorata: abbandonata l'architettura Kepler della precedente generazione Nvidia raggiunge i 256 CUDA core con la più recente architettura Maxwell, la stessa delle schede video GeForce per Desktop. Per dimostrare le grandi prestazioni viene eseguito durante la presentazione il tech demo Elemental basato su motore grafico Unreal Engine 4 tramite tablet prototipo L'azienda afferma che il SoC supporta a pieno questo motore grafico. La GPU supporta le librerie grafiche OpenGL ES 3.1, OpenGL 4.5, Open CL 1.2, DirectX-12 e Android Extension Pack oltre a PhysX e Tesselation. È anche il primo SoC a raggiungere 1TFLOP (in FP16) di potenza di calcolo di picco e a supportare video in 4K60fps e HDMI 2.0. Al contrario dell'anno precedente, Project Denver sembra essere stato abbandonato.
| Modello | Processo produttivo | CPU               | CPU                             | CPU                                                               | GPU   | GPU               | GPU           | GPU          | Memoria RAM                  | Memoria RAM | Memoria RAM | Memoria RAM | Memoria RAM      | Disponibilità | Dispositivi che lo usano          |
| Modello | Processo produttivo | Set di istruzioni | Core                            | Cache CPU                                                         | Nome  | Core              | Frequenza     | FP32         | Tipologia                    | Frequenza   | Bus Width   | Band- width | Quantità Massima | Disponibilità | Dispositivi che lo usano          |
| ------- | ------------------- | ----------------- | ------------------------------- | ----------------------------------------------------------------- | ----- | ----------------- | ------------- | ------------ | ---------------------------- | ----------- | ----------- | ----------- | ---------------- | ------------- | --------------------------------- |
| T210    | 20 nm TSMC          | ARMv8-A           | 4x A57: 1.9 GHz 4x A53: 1.3 GHz | L1: 192KB + 128KB dati, L2: 2MB L1: 128KB + 128KB dati, L2: 512KB | GM20B | Maxwell 256:16:16 | 1000 MHz      | 512 GFlops   | Single-channel LPDDR4/LPDDR3 | 1600 MHz    | 64-bit      | 25.6GB/s    | 8GB              | Q2 2015       | Nvidia Shield Android TV, Pixel C |
| T214    | 16 nm TSMC          | ARMv8-A           | 4x A57: 1.9 GHz 4x A53: 1.3 GHz | L1: 192KB + 128KB dati, L2: 2MB L1: 128KB + 128KB dati, L2: 512KB | GM20B | Maxwell 256:16:16 | 1267 MHz      | 648,7 GFlops | Single-channel LPDDR4/LPDDR3 | 1600 MHz    | 64-bit      | 25.6GB/s    | 8GB              | Q2 2019       | Nvidia Shield Android TV (2019)   |
| NX-SoC  | 20 nm TSMC          | ARMv8-A           | 4x A57: 1.02 GHz                | L1: 192KB + 128KB dati, L2: 2MB                                   | GM20B | Maxwell 256:16:16 | 307 - 921 MHz | 471,6 GFlops | Single-channel LPDDR4/LPDDR3 | 1600 MHz    | 64-bit      | 25.6GB/s    | 4GB              | Q1 2017       | Nintendo Switch (2017)            |
| NX-SoC  | 16 nm TSMC          | ARMv8-A           | 4x A57: 1.02 GHz                | L1: 192KB + 128KB dati, L2: 2MB                                   | GM20B | Maxwell 256:16:16 | 307 - 921 MHz | 471,6 GFlops | Single-channel LPDDR4/LPDDR3 | 1600 MHz    | 64-bit      | 25.6GB/s    | 4GB              | Q3 2019       | Nintendo Switch (2019/OLED/Lite)  |

### Tegra X2
Il Tegra X2 (nome in codice "Parker") il Soc costituito dall'architettura custom Denver2 e contenente il processore grafico basato su architettura Pascal con il supporto al GPGPU. I chip sono sviluppati usando il processo FinFET di TSMC's 16 nm FinFET+.
- CPU: Nvidia Denver2 ARMv8 (64-bit) dual-core + ARMv8 ARM Cortex-A57 quad-core (64-bit)
- RAM: fino a 16GB LPDDR4
- GPU: Pascal-based, 256 CUDA cores
- TSMC 16 nm FinFET process
- TDP: 7.5-15 W[46]

| Modello | Processo produttivo | CPU               | CPU                                         | CPU                                                                                      | GPU   | GPU              | GPU            | GPU        | RAM                 | RAM       | RAM       | RAM         | RAM              | Disponibilità |
| Modello | Processo produttivo | Set di istruzioni | Core                                        | Cache CPU                                                                                | Nome  | Core             | Frequenza      | FP32       | Tipologia           | Frequenza | Bus Width | Band- Width | Quantità Massima | Disponibilità |
| ------- | ------------------- | ----------------- | ------------------------------------------- | ---------------------------------------------------------------------------------------- | ----- | ---------------- | -------------- | ---------- | ------------------- | --------- | --------- | ----------- | ---------------- | ------------- |
| T186    | 16 nm TSMC          | ARMv8-A           | 2x Denver 2: 1.4-2.0 GHz 4x A57:1.2-2.0 GHz | L1: 96 KB istruzioni + 64 KB dati, L2: 2 MB L1: 128 KB istruzioni + 32 KB dati, L2: 2 MB | GP10B | Pascal 256:16:16 | 854 - 1465 MHz | 750 GFlops | Dual-channel LPDDR4 | 1866 MHz  | 64-bit    | 59,7GB/s    | 16GB             | Q2 2017       |

Dispositivi che usano Tegra X2: Nvidia Drive PX2 (variants), Nvidia Jetson TX2

### Xavier
L'ultimo SoC della famiglia Tegra, annunciato il 28 settembre 2016. Contiene 7 miliardi di transistors e 8 core custom ARMv8.2, una GPU basata su architettura Volta con 512 CUDA cores e prodotto con processo FinFET+ TSMC 16 nm; è in grado di fare encode e decode alla risoluzione 8K Ultra HD (7680x4320). Nvidia dichiara 20-30 watt di TDP il die size è stimato essere intorno ai 300mm2.
- CPU: Nvidia Custom ARMv8 (64-bit) octa-core
- GPU: Volta-based, 512 CUDA cores
- TSMC 12 nm FinFET process
- 20 TOPS DL and 160 SPECint @ 20 W;[47] 30 TOPS DL @ 30 W[49] (TOPS DL = Deep Learning Tera-Ops)

| Modello | Processo produttivo | CPU               | CPU                    | CPU                                                                                      | GPU   | GPU              | GPU            | GPU         | RAM                 | RAM       | RAM       | RAM         | RAM              | NPU               | NPU      | Disponibilità |
| Modello | Processo produttivo | Set di istruzioni | Core                   | Cache CPU                                                                                | Nome  | Core             | Frequenza      | FP32        | Tipologia           | Frequenza | Bus Width | Band- Width | Quantità Massima | Core              | Tera-Ops | Disponibilità |
| ------- | ------------------- | ----------------- | ---------------------- | ---------------------------------------------------------------------------------------- | ----- | ---------------- | -------------- | ----------- | ------------------- | --------- | --------- | ----------- | ---------------- | ----------------- | -------- | ------------- |
| T194    | 12 nm TSMC          | ARMv8.2-A         | 8x Carmel: 1.4-2.0 GHz | L1: 96 KB istruzioni + 64 KB dati, L2: 2 MB L1: 128 KB istruzioni + 32 KB dati, L2: 2 MB | GV10B | Pascal 512:32:16 | 854 - 1377 MHz | 1.41 TFlops | Octa-channel LPDDR4 | 2133 MHz  | 32-bit    | 137GB/s     | 16GB             | 64 Tensor 2 NVDLA | 32 TOPs  | Q3 2018       |

### Modelli previsti
Come per Tegra 3, tutti i futuri SoC Tegra avranno nomi in codice che si riferiranno a supereroi dei fumetti. Specificamente, Superman (Kal-El), Batman (Wayne), Jean Grey (Grey), Wolverine (Logan), Erista (figlio di Wolverine) e Spider-Man (Parker).

## Piattaforme simili
- Apple Silicon di Apple
- A-Serie di Allwinner
- Exynos di Samsung
- Atom di Intel
- i.MX di Freescale
- K3/ Kirin di HiSilicon
- Kirin di Huawei (HiSilicon)
- MT di MediaTek
- NovaThor di ST-Ericsson
- OMAP di Texas Instruments
- RK di Rockchip
- Snapdragon di Qualcomm